# Бефруа Брюгге
Белфорт (Belfort) — середньовічна дзвіниця (бефруа) на Ринковій площі (Маркт) у Брюгге. Будучи одним із найвідоміших символів міста, дзвіниця раніше розміщувала скарбницю та муніципальні архіви, а також служила як спостережний пункт для виявлення пожеж та інших небезпек. Вузькі, круті сходи з 366 ступенів, доступних громадськості за вхідну плату, призводить до верхньої частини будівлі (83 м у висоту), яка нахилена на метр на схід. З боків та задньої частини вежі стоїть колишній ринковий зал, прямокутна будівля всього 44 м завширшки, але 84 м завглибшки, з внутрішнім двором. Дзвіниця, відповідно, також відома як Halletoren (вежа із залів). Охороняється ЮНЕСКО у складі пам'ятки Світової спадщини «Бефруа Бельгії та Франції».

## Історія
Дзвіницю було додано до ринкової площі близько 1240 року, коли Брюгге процвітав як важливий центр фламандської суконної промисловості. Після руйнівної пожежі 1280 року вежу було відновлено. Міські архіви, однак, були назавжди загублені у вогні.
Восьмикутний верхній ступінь був доданий до дзвіниці між 1483 і 1487 роками, і закритий кришкою з дерев'яним шпилем, що несе зображення святого Михайла, зі прапором у руках і з драконом під ногами. Шпиль тримався недовго: удар блискавки в 1493 р. перетворив його на порох і зруйнував дзвони. Дерев'яний шпиль знову увінчав вершину на два з половиною століття, перш ніж теж упав жертвою вогню в 1741 році. Шпиль ніколи більше не був встановлений знову, таким чином поточна висота будівлі трохи нижча, ніж у минулому; Однак ажурний кам'яний парапет в готичному стилі був розміщений на даху в 1822 році.

## Дзвони
Дзвони у вежі регулюють життя городян, оголошуючи час, пожежні сигналізації, години роботи, а також різні соціальні, політичні та релігійні події. Зрештою, механізм забезпечив регулярне звучання деяких дзвонів, наприклад, що вказує годину. У 16-му столітті вежа отримала карильйон, що дозволяє змушувати дзвони звучати за допомогою ручної клавішної панелі. Починаючи з 1604 року, карильйонер мав грати пісні у неділю, святкові дні та дні ринку.
У 1675 році карильйон становили 35 дзвони, створених Мельхіором де Хазе (Антверпен). Після пожежі 1741 це було замінено набором дзвонів, поданих Joris Dumery, 26 з яких досі використовуються. Наприкінці 19-го століття карильйон налічував 48 дзвонів, але сьогодні їх 47, що разом важать близько 27,5 тонн. Вага дзвонів знаходиться в діапазоні від двох фунтів до 11 000 фунтів.

## У масовій культурі
- Будівля дзвіниці важлива для сюжету фільму «Залягти на дно в Брюгге». Саме з вежі кидається вниз персонаж Брендана Глісона.
- Дзвіниця Брюгге згадується у романі «Хмарний атлас».